# Arthur John
Pour les articles homonymes, voir John.
Arthur John est un entraîneur de football anglais né à une date inconnue en 1898 et mort le 31 mars 1972 à Lisbonne.

## Biographie
Il exerce sa fonction d'entraîneur au Portugal.
Au Vitória Setúbal de 1923 à 1929, il remporte 2 championnats de Lisbonne, et 2 championnats de Setúbal.
Il devient le premier entraîneur étranger de l'histoire du Benfica Lisbonne, et les amène à leur premier titre national, un campeonato de Portugal en 1930, équivalent aujourd'hui de la coupe. En 1931, Benfica conserve son titre.
Arthur John est également entraîneur du Sporting Portugal de 1931 à 1933.

## Carrière
- 1923-1929 :  Vitória Setúbal
- 1929-1931 :  Benfica Lisbonne
- 1931-1933 :  Sporting Portugal

## Palmarès
Avec le Vitória Setúbal :
- Champion de Lisbonne en 1924 et 1927
- Champion de Setúbal en 1928 et 1929

Avec le Benfica Lisbonne :
- Vainqueur du Campeonato de Portugal (équivalent de la coupe du Portugal actuellement) en 1930 et 1931